# Shrewsbury
Shrewsbury (pronunțat /ˈʃruːzbri/) este un oraș în Regatul Unit, reședința comitatului Shropshire, regiunea West Midlands, Anglia. Orașul se află în districtul Shrewsbury and Atcham a cărui reședință este de asemenea.
Orașul este locul de naștere al lui Charles Darwin, biolog și părinte al teoriei evoluționiste. 

## Vezi și
- The Mount, Shrewsbury